# Daniel Zimakoff
Daniel Zimakoff (født 20. december 1956 på Nørrebro i København) er en dansk forfatter, der har skrevet en række romaner for børn, unge og voksne. Han har modtaget 6 priser, herunder Kulturministeriets Børnebogspris i 2004 for En dødssyg ven. Daniel blev født som barn nr. 8 ud af 10. Han voksede op i Tingbjerg. Han begynde at skrive som trediveårig og har skrevet lige siden. Han er gift med Ida-Marie Rendtorff, der ligeledes er forfatter, og med hvem han har skrevet bogen Strømsvigt – Sofia og Tobias. Daniel har ud over de nævnte bøger bl.a skrevet: Det tårnhøje helvede, Noget mellem venner, Bedste fjender, Grim weekend, To fluer med ét smæk, Fuld fart festival og Isbilen.